# NGC 3697
NGC 3697 (ook: NGC 3697A) is een balkspiraalstelsel in het sterrenbeeld Leeuw. Het hemelobject werd op 24 februari 1827 ontdekt door de Britse astronoom John Herschel.

## Synoniemen
- UGC 6479
- MCG 4-27-42
- ZWG 126.61
- HCG 53A
- PGC 35347